# Quần vợt tại Đại hội Thể thao châu Á
Quần vợt là một trong những môn thể thao chính thức tại Đại hội Thể thao châu Á kể từ kỳ đại hội năm 1958 tổ chức tại Tokyo, Nhật Bản ngoại trừ năm 1970. Môn thi đấu này đã trở thành một phần không thể thiếu trong chương trình thi đấu của Á vận hội, với nhiều nội dung tranh tài bao gồm đơn nam, đơn nữ, đôi nam, đôi nữ và đôi nam nữ. Ngoài ra, nội dung đồng đội cũng được bổ sung kể từ kỳ đại hội năm 1962, giúp tăng tính hấp dẫn và đa dạng cho môn thi đấu.
Qua nhiều kỳ đại hội, các quốc gia có nền quần vợt phát triển như Nhật Bản, Hàn Quốc và Trung Quốc đã thống trị bảng tổng sắp huy chương. Trong đó, Nhật Bản từng giành nhiều chức vô địch với tổng số huy chương vàng qua các kì là 27 tấm. Trong các kì gần đây, có sự nổi lên của các đoàn như Ấn Độ hay Đài Bắc Trung Hoa ở các nội dung đôi.

## Các kì đại hội
| Kì đại hội | Năm  | Thành phố chủ nhà            | Đoàn thể thao dẫn đầu |
| ---------- | ---- | ---------------------------- | --------------------- |
| III        | 1958 | Tokyo, Nhật Bản              | Nhật Bản              |
| IV         | 1962 | Jakarta, Indonesia           | Nhật Bản              |
| V          | 1966 | Bangkok, Thái Lan            | Nhật Bản              |
| VII        | 1974 | Tehran, Iran                 | Nhật Bản              |
| VIII       | 1978 | Bangkok, Thái Lan            | Indonesia             |
| IX         | 1982 | New Delhi, Ấn Độ             | Hàn Quốc              |
| X          | 1986 | Seoul, Hàn Quốc              | Hàn Quốc              |
| XI         | 1990 | Bắc Kinh, Trung Quốc         | Trung Quốc            |
| XII        | 1994 | Hiroshima, Nhật Bản          | Nhật Bản              |
| XIII       | 1998 | Bangkok, Thái Lan            | Hàn Quốc              |
| XIV        | 2002 | Busan, Hàn Quốc              | Hàn Quốc              |
| XV         | 2006 | Doha, Qatar                  | Ấn Độ                 |
| XVI        | 2010 | Quảng Châu, Trung Quốc       | Đài Bắc Trung Hoa     |
| XVII       | 2014 | Incheon, Hàn Quốc            | Đài Bắc Trung Hoa     |
| XVIII      | 2018 | Jakarta–Palembang, Indonesia | Trung Quốc            |
| XIX        | 2022 | Hàng Châu, Trung Quốc        | Đài Bắc Trung Hoa     |

## Nội dung
| Nội dung     | 58 | 62 | 66 | 74 | 78 | 82 | 86 | 90 | 94 | 98 | 02 | 06 | 10 | 14 | 18 | 22 | Năm |
| ------------ | -- | -- | -- | -- | -- | -- | -- | -- | -- | -- | -- | -- | -- | -- | -- | -- | --- |
|              |    |    |    |    |    |    |    |    |    |    |    |    |    |    |    |    |     |
| Đơn nam      | X  | X  | X  | X  | X  | X  | X  | X  | X  | X  | X  | X  | X  | X  | X  | X  | 16  |
| Đôi nam      | X  | X  | X  | X  | X  | X  | X  | X  | X  | X  | X  | X  | X  | X  | X  | X  | 16  |
| Đồng đội nam |    | X  | X  | X  | X  | X  | X  | X  | X  | X  | X  | X  | X  | X  |    |    | 13  |
| Đơn nữ       | X  | X  | X  | X  | X  | X  | X  | X  | X  | X  | X  | X  | X  | X  | X  | X  | 16  |
| Đôi nữ       | X  | X  | X  | X  | X  | X  | X  | X  | X  | X  | X  | X  | X  | X  | X  | X  | 16  |
| Đồng đội nữ  |    | X  | X  | X  | X  | X  | X  | X  | X  | X  | X  | X  | X  | X  |    |    | 13  |
| Đôi nam nữ   | X  | X  | X  | X  | X  | X  | X  | X  | X  | X  | X  | X  | X  | X  | X  | X  | 16  |
|              |    |    |    |    |    |    |    |    |    |    |    |    |    |    |    |    |     |
| Tổng cộng    | 5  | 7  | 7  | 7  | 7  | 7  | 7  | 7  | 7  | 7  | 7  | 7  | 7  | 7  | 5  | 5  |     |

## Bảng huy chương
| Hạng                | Đoàn                    | Vàng | Bạc | Đồng | Tổng số |
| ------------------- | ----------------------- | ---- | --- | ---- | ------- |
| 1                   | Nhật Bản (JPN)          | 27   | 19  | 47   | 93      |
| 2                   | Trung Quốc (CHN)        | 17   | 20  | 20   | 57      |
| 3                   | Hàn Quốc (KOR)          | 16   | 21  | 21   | 58      |
| 4                   | Indonesia (INA)         | 15   | 5   | 22   | 42      |
| 5                   | Ấn Độ (IND)             | 10   | 7   | 17   | 34      |
| 6                   | Đài Bắc Trung Hoa (TPE) | 9    | 9   | 12   | 30      |
| 7                   | Thái Lan (THA)          | 5    | 6   | 11   | 22      |
| 8                   | Philippines (PHI)       | 3    | 9   | 16   | 28      |
| 9                   | Uzbekistan (UZB)        | 2    | 3   | 7    | 12      |
| 10                  | Kazakhstan (KAZ)        | 1    | 1   | 3    | 5       |
| 11                  | Israel (ISR)            | 1    | 1   | 1    | 3       |
| 12                  | Iran (IRI)              | 0    | 2   | 2    | 4       |
| 13                  | Sri Lanka (SRI)         | 0    | 1   | 4    | 5       |
| 14                  | Pakistan (PAK)          | 0    | 1   | 2    | 3       |
| 15                  | Việt Nam (VIE)          | 0    | 1   | 1    | 2       |
| 16                  | Hồng Kông (HKG)         | 0    | 1   | 0    | 1       |
| 17                  | Malaysia (MAS)          | 0    | 0   | 2    | 2       |
| Tổng số (17 đơn vị) | Tổng số (17 đơn vị)     | 106  | 107 | 188  | 401     |

## Tóm tắt kết quả

### Đơn nam
| Năm  | Vô địch                   | Á quân                 | Tỷ số                   |
| ---- | ------------------------- | ---------------------- | ----------------------- |
| 1958 | Raymundo Deyro (PHI)      | Felicisimo Ampon (PHI) | 6–4, 9–7, 4–6, 7–5      |
| 1962 | Johnny Jose (PHI)         | Atsushi Miyagi (JPN)   | 7–5, 6–3, 6–2           |
| 1966 | Osamu Ishiguro (JPN)      | Ichizo Konishi (JPN)   | 4–6, 6–3, 1–6, 6–4, 6–1 |
| 1974 | Toshiro Sakai (JPN)       | Taghi Akbari (IRN)     | 3–6, 6–4, 6–0, 7–5      |
| 1978 | Atet Wijono (INA)         | Shigeyuki Nishio (JPN) | 7–6, 6–2                |
| 1982 | Yustedjo Tarik (INA)      | Kim Choon-ho (KOR)     | 6–3, 6–7(0–7), 6–3      |
| 1986 | Yoo Jin-sun (KOR)         | Kim Bong-soo (KOR)     | 6–0, 4–6, 6–3           |
| 1990 | Pan Bing (CHN)            | Zhang Jiuhua (CHN)     | 1–6, 7–6(7–4), 6–1      |
| 1994 | Pan Bing (CHN)            | Yoon Yong-il (KOR)     | 6–2, 6–1                |
| 1998 | Yoon Yong-il (KOR)        | Satoshi Iwabuchi (JPN) | 5–7, 6–4, 6–3, 6–2      |
| 2002 | Paradorn Srichaphan (THA) | Lee Hyung-taik (KOR)   | 7–6(7–3), 6–4           |
| 2006 | Danai Udomchoke (THA)     | Lee Hyung-taik (KOR)   | 7–5, 6–3                |
| 2010 | Somdev Devvarman (IND)    | Denis Istomin (UZB)    | 6–1, 6–2                |
| 2014 | Yoshihito Nishioka (JPN)  | Lu Yen-hsun (TPE)      | 6–2, 6–2                |
| 2018 | Denis Istomin (UZB)       | Wu Yibing (CHN)        | 2–6, 6–2, 7–6(7–2)      |
| 2022 | Zhang Zhizhen (CHN)       | Yosuke Watanuki (JPN)  | 6–4, 7–6(9–7)           |

### Đơn nữ
| Năm  | Vô địch                 | Á quân                    | Tỷ số         |
| ---- | ----------------------- | ------------------------- | ------------- |
| 1958 | Sachiko Kamo (JPN)      | Desideria Ampon (PHI)     | 6–1, 6–2      |
| 1962 | Akiko Fukui (JPN)       | Reiko Miyagi (JPN)        | 7–5, 6–2      |
| 1966 | Lany Kaligis (INA)      | Kazuko Kuromatsu (JPN)    | 6–2, 6–3      |
| 1974 | Lita Sugiarto (INA)     | Paulina Peisachov (ISR)   | 7–6, 6–4      |
| 1978 | Lee Duk-hee (KOR)       | Chen Juan (CHN)           | 6–3, 6–1      |
| 1982 | Etsuko Inoue (JPN)      | Kim Soo-ok (KOR)          | 4–6, 6–4, 6–4 |
| 1986 | Li Xinyi (CHN)          | Lee Jeong-soon (KOR)      | 6–3, 6–3      |
| 1990 | Akiko Kijimuta (JPN)    | Chen Li (CHN)             | 6–3, 6–3      |
| 1994 | Kimiko Date (JPN)       | Naoko Sawamatsu (JPN)     | 6–2, 6–4      |
| 1998 | Yayuk Basuki (INA)      | Tamarine Tanasugarn (THA) | 6–4, 6–2      |
| 2002 | Iroda Tulyaganova (UZB) | Tamarine Tanasugarn (THA) | 6–1, 6–3      |
| 2006 | Zheng Jie (CHN)         | Sania Mirza (IND)         | 6–4, 1–6, 6–1 |
| 2010 | Peng Shuai (CHN)        | Akgul Amanmuradova (UZB)  | 7–5, 6–2      |
| 2014 | Wang Qiang (CHN)        | Luksika Kumkhum (THA)     | 6–2, 7–6(7–5) |
| 2018 | Wang Qiang (CHN)        | Zhang Shuai (CHN)         | 6–3, 6–2      |
| 2022 | Zheng Qinwen (CHN)      | Zhu Lin (CHN)             | 6–2, 6–4      |

### Đôi nam
| Năm  | Vô địch                                              | Á quân                                            | Tỷ số                     |
| ---- | ---------------------------------------------------- | ------------------------------------------------- | ------------------------- |
| 1958 | Felicisimo Ampon (PHI) Raymundo Deyro (PHI)          | Johnny Jose (PHI) Miguel Dungo (PHI)              | 6–2, 4–6, 7–9, 7–5, 10–8  |
| 1962 | Atsushi Miyagi (JPN) Michio Fujii (JPN)              | Johnny Jose (PHI) Raymundo Deyro (PHI)            | 9–7, 4–6, 6–4, 6–1        |
| 1966 | Osamu Ishiguro (JPN) Koji Watanabe (JPN)             | Võ Văn Bảy (VNM) Lưu Hoàng Đức (VNM)              | 2–6, 5–7, 8–6, 16–14, 6–3 |
| 1974 | Toshiro Sakai (JPN) Kenichi Hirai (JPN)              | Ali Madani (IRN) Kambiz Derafshijavan (IRN)       | 6–0, 6–0, 6–4             |
| 1978 | Yustedjo Tarik (INA) Hadiman (INA)                   | Xu Meilin (CHN) Gu Minghua (CHN)                  | 6–3, 6–4                  |
| 1982 | Kim Choon-ho (KOR) Lee Woo-ryong (KOR)               | Song Dong-wook (KOR) Jeon Yeong-dae (KOR)         | 6–3, 7–5                  |
| 1986 | Yoo Jin-sun (KOR) Kim Bong-soo (KOR)                 | Ma Keqin (CHN) Liu Shuhua (CHN)                   | 3–6, 6–4, 17–15           |
| 1990 | Xia Jiaping (CHN) Meng Qianghua (CHN)                | Liu Shuhua (CHN) Pan Bing (CHN)                   | 6–4, 6–3                  |
| 1994 | Leander Paes (IND) Gaurav Natekar (IND)              | Chang Eui-jong (KOR) Kim Chi-wan (KOR)            | 6–4, 7–5                  |
| 1998 | Paradorn Srichaphan (THA) Narathorn Srichaphan (THA) | Lee Hyung-taik (KOR) Yoon Yong-il (KOR)           | 6–3, 7–6(7–5)             |
| 2002 | Leander Paes (IND) Mahesh Bhupathi (IND)             | Chung Hee-seok (KOR) Lee Hyung-taik (KOR)         | 6–2, 6–3                  |
| 2006 | Leander Paes (IND) Mahesh Bhupathi (IND)             | Sanchai Ratiwatana (THA) Sonchat Ratiwatana (THA) | 5–7, 7–6(9–7), 6–3        |
| 2010 | Somdev Devvarman (IND) Sanam Singh (IND)             | Gong Maoxin (CHN) Li Zhe (CHN)                    | 6–3, 6–7(4–7), [10–8]     |
| 2014 | Chung Hyeon (KOR) Lim Yong-kyu (KOR)                 | Saketh Myneni (IND) Sanam Singh (IND)             | 7–5, 7–6(7–2)             |
| 2018 | Rohan Bopanna (IND) Divij Sharan (IND)               | Alexander Bublik (KAZ) Denis Yevseyev (KAZ)       | 6–3, 6–4                  |
| 2022 | Hsu Yu-hsiou (TPE) Jason Jung (TPE)                  | Saketh Myneni (IND) Ramkumar Ramanathan (IND)     | 6–4, 6–4                  |

### Đôi nữ
| Năm  | Vô địch                                         | Á quân                                        | Tỷ số              |
| ---- | ----------------------------------------------- | --------------------------------------------- | ------------------ |
| 1958 | Sachiko Kamo (JPN) Reiko Miyagi (JPN)           | Desideria Ampon (PHI) Patricia Yngayo (PHI)   | 6–2, 6–2           |
| 1962 | Reiko Miyagi (JPN) Akiko Fukui (JPN)            | Ranjani Jayasuriya (CEY) Tsui Yuen Yuen (HKG) | 6–4, 6–2           |
| 1966 | Lita Liem (INA) Lany Kaligis (INA)              | Desideria Ampon (PHI) Patricia Yngayo (PHI)   | 6–4, 3–6, 6–1      |
| 1974 | Toshiko Sade (JPN) Kayoko Fukuoka (JPN)         | Lee Soon-oh (KOR) Lee Duk-hee (KOR)           | 6–4, 2–6, 6–3      |
| 1978 | Lee Duk-hee (KOR) Yang Jeong-soon (KOR)         | Kimiyo Hatanaka (JPN) Kiyoko Nomura (JPN)     |                    |
| 1982 | Shin Soon-ho (KOR) Kim Nam-sook (KOR)           | Junko Kimura (JPN) Kazuko Ito (JPN)           | 6–3, 6–2           |
| 1986 | Suzanna Anggarkusuma (INA) Yayuk Basuki (INA)   | Lee Jeong-soon (KOR) Kim Il-soon (KOR)        | 6–3, 6–7(4–7), 6–4 |
| 1990 | Yayuk Basuki (INA) Suzanna Wibowo (INA)         | Lee Jeong-myung (KOR) Kim Il-soon (KOR)       | 6–2, 6–1           |
| 1994 | Kyoko Nagatsuka (JPN) Ai Sugiyama (JPN)         | Li Fang (CHN) Chen Li (CHN)                   | 6–2, 6–1           |
| 1998 | Li Fang (CHN) Chen Li (CHN)                     | Cho Yoon-jeong (KOR) Park Sung-hee (KOR)      | 6–2, 7–6(7–2)      |
| 2002 | Kim Mi-ok (KOR) Choi Young-ja (KOR)             | Wynne Prakusya (INA) Angelique Widjaja (INA)  | 7–6(7–4), 1–6, 6–3 |
| 2006 | Zheng Jie (CHN) Yan Zi (CHN)                    | Latisha Chan (TPE) Chuang Chia-jung (TPE)     | 6–1, 7–6(7–5)      |
| 2010 | Latisha Chan (TPE) Chuang Chia-jung (TPE)       | Chang Kai-chen (TPE) Hsieh Su-wei (TPE)       | 7–5, 6–3           |
| 2014 | Luksika Kumkhum (THA) Tamarine Tanasugarn (THA) | Hsieh Su-wei (TPE) Chan Chin-wei (TPE)        | 5–7, 6–3, [10–3]   |
| 2018 | Xu Yifan (CHN) Yang Zhaoxuan (CHN)              | Chan Hao-ching (TPE) Latisha Chan (TPE)       | 6–2, 1–6, [11–9]   |
| 2022 | Chan Hao-ching (TPE) Latisha Chan (TPE)         | Lee Ya-hsuan (TPE) Liang En-shuo (TPE)        | 6–4, 6–3           |

### Đôi nam nữ
| Năm  | Vô địch                                           | Á quân                                         | Tỷ số            |
| ---- | ------------------------------------------------- | ---------------------------------------------- | ---------------- |
| 1958 | Yoshihisa Shibata (JPN) Reiko Miyagi (JPN)        | Miguel Dungo (PHI) Patricia Yngayo (PHI)       | 3–6, 7–5, 6–4    |
| 1962 | Koji Watanabe (JPN) Akiko Fukui (JPN)             | Michio Fujii (JPN) Reiko Miyagi (JPN)          | 3–3, Retired     |
| 1966 | Koji Watanabe (JPN) Reiko Miyagi (JPN)            | Federico Deyro (PHI) Patricia Yngayo (PHI)     | 4–6, 8–6, 6–2    |
| 1974 | Yair Wertheimer (ISR) Paulina Peisachov (ISR)     | Xu Meilin (CHN) Zhang Ronghua (CHN)            | Walkover         |
| 1978 | Charuek Hengrasmee (THA) Suthasini Sirikaya (THA) | Etsuo Uchiyama (JPN) Matsuko Matsushima (JPN)  | 6–2, 4–6, 6–2    |
| 1982 | Kim Choon-ho (KOR) Shin Soon-ho (KOR)             | Ichiro Nakanishi (JPN) Etsuko Inoue (JPN)      | 6–3, 6–1         |
| 1986 | Yoo Jin-sun (KOR) Lee Jeong-soon (KOR)            | You Wei (CHN) Zhong Ni (CHN)                   | 7–6(7–5), 6–1    |
| 1990 | Hary Suharyadi (INA) Yayuk Basuki (INA)           | Yoo Jin-sun (KOR) Kim Il-soon (KOR)            | 6–3, 3–6, 6–3    |
| 1994 | Xia Jiaping (CHN) Li Fang (CHN)                   | Ryuso Tsujino (JPN) Nana Miyagi (JPN)          | 7–6, 7–5         |
| 1998 | Satoshi Iwabuchi (JPN) Nana Miyagi (JPN)          | Kim Dong-hyun (KOR) Choi Ju-yeon (KOR)         | 7–5, 7–5         |
| 2002 | Lu Yen-hsun (TPE) Janet Lee (TPE)                 | Mahesh Bhupathi (IND) Manisha Malhotra (IND)   | 4–6, 6–3, 9–7    |
| 2006 | Leander Paes (IND) Sania Mirza (IND)              | Satoshi Iwabuchi (JPN) Akiko Morigami (JPN)    | 7–5, 5–7, 6–2    |
| 2010 | Yang Tsung-hua (TPE) Latisha Chan (TPE)           | Vishnu Vardhan (IND) Sania Mirza (IND)         | 4–6, 6–1, [10–2] |
| 2014 | Saketh Myneni (IND) Sania Mirza (IND)             | Peng Hsien-yin (TPE) Chan Hao-ching (TPE)      | 6–4, 6–3         |
| 2018 | Christopher Rungkat (INA) Aldila Sutjiadi (INA)   | Sonchat Ratiwatana (THA) Luksika Kumkhum (THA) | 6–4, 5–7, [10–7] |
| 2022 | Rohan Bopanna (IND) Rutuja Bhosale (IND)          | Huang Tsung-hao (TPE) Liang En-shuo (TPE)      | 2–6, 6–3, [10–4] |